# Megumi Igarashi
Megumi Igarashi (五十嵐恵 Igarashi Megumi?,  nacida en 1972) —también conocida por el pseudónimo «Rokudenashiko»—  es una escultora y artista japonesa, que se ha hecho famosa por sus trabajos sobre la vulva. 

## Biografía y trayectoria
Estudió Filosofía en la Universidad Kokugakuin de Tokio. Tras su graduación, comenzó a trabajar en la industria del manga y fue galardonada con un premio para nuevos artistas de la editorial Kōdansha en 1998. A pesar de este logro, la artista se sintió desanimada por la dependencia competitiva de la industria de las encuestas a los lectores, y finalmente encontró trabajo en una editorial especializada en el género del "reportaje de experiencias" (体験ルポ, taiken rupo), también conocido como manga de realidad. La artista ha explicado que este trabajo ha constituido la base de sus obras de arte escultóricas: el género se basa en la experiencia vital como material de partida para el manga, utilizando la voz en primera persona para representar acontecimientos reales a través de los ojos del escritor. Rokudenashiko ha descrito su trabajo como "poner literalmente experiencias reales en el manga".
El seudónimo Rokudenashiko se traduce como "chica buena para nada", un nombre que la artista inventó combinando rokudenashi (que se traduce como "bueno para nada", "bastardo", "inútil") y el sufijo femenino diminutivo -ko (que suele traducirse como "chica" o "pequeña").
Igarashi considera que su misión es reivindicar los genitales femeninos como parte del cuerpo de las mujeres y desmitificarlo en la sociedad japonesa, país donde según ella, "los órganos sexuales femeninos están demasiado ocultos, marginados como tabú y obscenos en comparación con las imágenes fálicas masculinas".
Igarashi ha diseñado muchas obras cuya temática se basa en la vulva, incluyendo una araña, un coche de control remoto, collares y cubiertas de iPhone. Los pequeños dioramas son parte de la serie llamada Decoman (un juego de palabras a partir del término manko, palabra japonesa para referirse a la "vulva"). Buscando hacer algo más grande, Igarashi consideró hacer una puerta, y un coche, antes de centrarse en el diseño de un kayak, inspirado por la conexión entre la sexualidad femenina y el mar. Al final, acabó construyendo un kayak basado en una reproducción 3D de su propia vulva. Igarashi logró financiar este proyecto a través de una campaña de micromecenazgo, enviando los datos 3D del kayak a todos los donantes que contribuyeron con una cifra superior a los 3.000 yenes. A través de los datos 3D, los donantes podrían esta representación de su vagina. Posteriormente, este Kayak sería expuesto en una galería de arte de Tokio.
Rokudenashiko fue una de las cinco protagonistas del documental #Female Pleasure, dirigido por la cineasta suiza Barbara Miller y estrenado en el Festival de Locarno 2018. La película habla sobre la sexualidad en el siglo XXI desde la perspectiva de varias mujeres y sobre la continua represión sexual que sufren desde siglos.

## Problemas legales
En julio de 2014, Igarashi fue arrestada por una supuesta violación de las leyes japonesas sobre obscenidad, al haber enviado por correo electrónico los datos del escáner 3D de su vagina a aquellas personas que habían apoyado la campaña de micromecenazgo para la construcción del Kayak. Más de 21.000 personas firmaron una petición en línea en la que instaban al gobierno para que Igarashi fuese puesta en libertad. Finalmente, una semana después fue liberada tras haber recurrido exitosamente su detención.
El 3 de diciembre de 2014, Igarashi fue arrestada bajo la acusación de haber exhibido un objeto obsceno, junto con Minori Watanabe —una escritora, activista del movimiento feminista y dueña de una sex shop—. Watanabe también fue arrestada, aunque posteriormente sería puesta en libertad. Igarashi fue acusada de "exhibicionismo obsceno", "registros electromagnéticos obscenos", así como posterior distribución de los mismos, aunque sería puesta en libertad unas semanas después, el 26 de diciembre. Su juicio comenzó en abril de 2015, y 8 de mayo de 2016 la justicia nipona dictó sentencia: en las acusaciones relativas al Kayak no fue encontrada culpable, caso distinto en lo relativo a las impresiones 3D de su vagina, por las que fue condenada a una multa de 400.000 yenes —la mitad de lo que pedía la acusación—.

## Vida personal
En octubre de 2016 Igarashi contrajo matrimonio con Mike Scott, el líder del grupo musical The Waterboys. Su primer hijo, un varón, nació el 2 de febrero de 2017.